# 特列季亞科夫站
特列季亞科夫站（羅馬化：Tretyakovskaya）是俄羅斯莫斯科地鐵的一個車站，車站附近有特列季亞科夫畫廊。特列季亞科夫站是一個換乘車站，6號卡盧加－里加線和8號加里寧線在這裡提供同方向跨月台轉車，而這個站亦是加里寧線的終點站直至與西部8A松采沃线的連接段通車為止。乘客可以利用換乘通道前往新庫茲涅茨克站換乘2號莫斯科河畔線.